# ميانة كرد أحمد
میانة كرد أحمد هي قرية في مقاطعة جلفا، إيران. عدد سكان هذه القرية هو 43 في سنة 2006.